# よしもと笑いの缶づめ
『よしもと笑いの缶づめ』（よしもとわらいのかんづめ）とは、北海道文化放送（UHB）にて放送されていたローカルバラエティ番組である。略称は「笑缶」。アナログ放送ではレターボックス放送である。

## 概要
- 2009年4月30日から放送開始。放送時間は毎週木曜24：50- 25：20（日付上は金曜0：50 - 1：20）。木曜深夜枠のuhb自社制作バラエティ番組は2008年7月に『ビーラック!』が出演者不祥事で途中打ち切りになって以来9ヵ月ぶり。
- オープニングは、CGアニメーションで自動販売機の「￥120 つめた〜い」「￥120 あたたか〜い」のジュースの間に

　　「￥1万円 おもしろ〜い」と書かれた缶があり、ボタンを押すと番組キャラクター「缶察くん」が登場し、今週の芸人を紹介。
- 番組趣旨＝「製作費一万円で30分の“面白い”番組を作れるのか？ 不況実践的観察ドキュメントバラエティ」。2010年4月8日からセカンドシーズンとして番組趣旨が変わり、「よしもと芸人が様々な業界のウラ側に突撃して面白い30分の番組を作る、なりゆきトーク☆業界突撃バラエティ」になった。
- 出演芸人＝毎回1組のよしもとクリエイティブ・エージェンシー所属の芸人が登場。
- 番組内容＝トーク相手の業界人のキャッチコピーが書かれた缶づめが飛び出す「笑缶自販機」で決定。そこからは、芸人まかせのゆるい番組。
- 番組の最後に番組中最もインパクトの強かった言葉が「笑ゲキーワード」として缶察くんから発表され番組を締めくくる。
- 番組の途中では「よしもと楽屋ニュース!!」「uhbインフォ缶」のコーナーでよしもと芸人のDVDや映画の宣伝を行う。
- この番組ではBGMにファミリーコンピュータのソフトの曲を多く使用する。またNINTENDO 64のソフトのBGMも使用。

## 主な登場キャラクター
- 缶察くん - お缶と共に番組のオープニングに登場。番組の最後に笑ゲキーワードの発表もする。
  - 特徴：虫メガネを片手に芸人を観察
  - 趣味：観察日記を書く事
- お缶 - 缶察くんと共に番組のオープニングに登場。
  - 特徴：缶詰料理が得意
  - 趣味：空き缶のリサイクル
- 敏缶さん - 『よしもと楽屋ニュース!!』のコーナーを担当。
  - 特徴：お笑い芸人に関する情報に敏感
  - 趣味：ノリ突っ込み

## これまでの出演芸人
- トータルテンボス（藤田憲右・大村朋宏）
- ペナルティ（ヒデ・ワッキー）
- オリエンタルラジオ（中田敦彦・藤森慎吾）
- 平成ノブシコブシ（徳井健太・吉村崇）
- ハリセンボン（近藤春菜・箕輪はるか）
- ダイノジ（大地洋輔・大谷ノブ彦）
- ライセンス（藤原一裕・井本貴史）
- 博多華丸・大吉（博多華丸・博多大吉）
- NON STYLE（石田明・井上裕介）
- モリマン（ホルスタイン・モリ夫・種馬マン）
- フルーツポンチ（亘健太郎・村上健志）
- フットボールアワー（岩尾望・後藤輝基）

### これまでの主な内容
- 一万円分スクラッチくじを買う。-ライセンス
- 一杯一万円のラーメンを作る。-ライセンス
- 一万円分もやしを買う。 -ダイノジ
- 一万円分ガチャガチャをする。-ダイノジ
- 一万円分観覧車に乗る。-トータルテンボス
- 一万円で羊になりきる。-トータルテンボス
- 一万円分紙粘土を買う。-オリエンタルラジオ
- 一万円の花束を買う。-オリエンタルラジオ
- 一万円でクルージングする。-ペナルティ
- 一万円で小樽の寿司屋をはしごする。-ペナルティ
- 一万円で親孝行をする。-平成ノブシコブシ
- 一万円で1等の商品を当てる。-平成ノブシコブシ[1]
- 一万円分クレーンゲームをする。-ハリセンボン
- 一万円でスタミナをつける。-ハリセンボン
- 一万円を競馬場で使う。-トータルテンボス
- 一万円を海の家で使う。-トータルテンボス

## レギュラーコーナー
- よしもと楽屋ニュース!! - よしもと所属の芸人たちのDVDやCD等の宣伝、またライブなどの告知をするコーナー。
- uhbインフォ缶 - 最新映画の宣伝のほか、商品やキャンペーンなどの宣伝をする。

## 番組での使用曲

### エンディングテーマ
- 西野名菜 - 『Break away』（09年9月まで）
- 超新星 - 『キミだけをずっと』

### 番組内で使用されるBGMの原曲の主なゲームのタイトル
- ゼルダの伝説（FC）
- ドンキーコング（FC）
- マリオブラザーズ（FC）
- スーパーマリオブラザーズ（FC）
- ドクターマリオ（FC）
- チャレンジャー（FC）
- スターソルジャー（FC）
- スーパーマリオ64（N64）

## スタッフ
- ナレーション:???
- 構成：たちばなひとなり、大塚博信、相沢享、はしもとこうじ、寺坂直毅、宇田川岳史
- 撮影：新田祥弘
- 音声：榎本茜
- 照明：林忍
- 編集：佐々木塁/西本七菜/島崎希望
- 技術協力：オーテック
- 衣装協力：札幌衣装
- 車両：ブロードキャスト
- タイトル・CG：トップ・クリエーション
- MA：依本慎也（パイルアップサウンズ）
- 選曲：千田耕平（パイルアップサウンズ）
- 広報：奥村大輔
- 庶務：高橋朋子
- AP：福良沙織
- 演出補：西山教生
- 演出：駒澤正人
- プロデューサー：橋田聡（ＵＨＢ）/ 稲冨聡（よしもとクリエイティブ・エージェンシー）
- チーフプロデューサー：阿部重人（ＵＨＢ）
- 制作協力：吉本興業
- 制作著作：北海道文化放送